# Canon EF 28-135mm-objectief
De Canon EF 28-135 f/3.5-5.6 IS USM is een standaardzoom-objectief gemaakt door de Japanse fabrikant Canon.
Het objectief valt in de middenmoot qua prijs en prestaties waardoor deze vaak wordt gekozen als upgrade van goedkopere objectieven. Hoewel de lens wordt aangemerkt als geschikt voor macro-opnamen is deze functionaliteit niet te vergelijken met een specifiek macro-objectief.